# National Challenge Cup de 1968
A National Challenge Cup de 1968 foi a 55ª temporada da competição futebolística mais antiga dos Estados Unidos. New York Greek Americans entra na competição defendendo o título.
O campeão da competição foi o New York Greek Americans conquistando seu segundo título, e o vice campeão foi o Chicago Olympic.

## Participantes
| Entram na Primeira Fase |
| - AAC Teutonia - Blue Star - Chicago Olympic - Eintracht - L&L - Los Angeles SC - Harmarville Hurricanes - Hollywood Stars - Milwaukee Brewers FC - New York Greek Americans - New York Ukrainians - Philadelphia Ukrainians - Seattle Hungarians - Simon Pure - St. Louis Busch Bavarian |

## Premiação
| National Challenge Cup de 1968               |
| -------------------------------------------- |
| New York Greek Americans Campeão (2º título) |